# Baia Artanes
La baia Artanes (in inglese Artanes Bay) è una baia lunga circa 6,2 km e larga 14, situata sulla costa di Oscar II, nella parte orientale della Terra di Graham, in Antartide. La baia si estende tra capo Fairweather, a ovest, e punta Shiver, a est.
All'interno della baia si getta il ghiacciaio Rogosh.

## Storia
L'esistenza della baia Artanes è stata scoperta in seguito al collasso della piattaforma glaciale Larsen B, avvenuto nel 2002, ed al conseguente ritiro del ghiacciaio Rogosh. La baia è stata poi così battezzata dalla Commissione bulgara per i toponimi antartici in onore dell'antico villaggio di Artanes, nella Bulgaria nord-occidentale.